# Imma iota
Imma iota is een vlinder uit de familie van de Immidae. De wetenschappelijke naam van de soort is voor het eerst geldig gepubliceerd in 1948 door Alexey Diakonoff.